# Janko Simović
Janko Simović, serb. cyryl. Jaнкo Симовић (ur. 2 kwietnia 1987 w Mojkovacu) – czarnogórski piłkarz, występujący na pozycji obrońcy, reprezentant Czarnogóry.

## Kariera piłkarska

### Kariera klubowa
W 2003 rozpoczął swoją karierę piłkarską w FK Berane. Na początku 2008 przeszedł do FK Metalac Gornji Milanovac, a już latem 2008 przeniósł się do pierwszoligowego klubu Mogren Budva. 1 marca 2012 podpisał 3-letni kontrakt z ukraińskim Dynamem Kijów. Rozegrał 6 meczów w młodzieżowej drużynie Dynama i 24 lipca 2012 został wypożyczony na pół roku do Arsenału Kijów. Nie rozegrał żadnego meczu w mistrzostwach Ukrainy i 15 lutego 2014 za obopólną zgodą anulował kontrakt z Dynamem.

### Kariera reprezentacyjna
W 2008 roku zadebiutował w reprezentacji Czarnogóry.